# یواس‌اس پی‌سی-۸۱۵
یواس‌اس پی‌سی-۸۱۵ (به انگلیسی: USS PC-815) یک زیردریایی بود که طول آن ۱۷۳ فوت (۵۳ متر) بود. این زیردریایی در سال ۱۹۴۲ ساخته شد.